# Wéber János (politikus)
Wéber János (Püspöknádasd, 1876. február 9. – Felsőtengelic, 1929. október 20.) magyar gazdálkodó, nemzetgyűlési képviselő, felsőházi tag.

## Élete
A Tolna vármegyei Püspöknádason született 1876-ban, bonyhádi földbirtokos gyermekeként. Középiskoláit Szekszárdon végezte, ezután Budapesten a kereskedelmi akadémián, majd Keszthelyen a gazdasági akadémián tanult, ahol 1895-ben végzett. Festetics Tasziló herceg keszthelyi uradalmán lett gazdasági gyakornok, majd Nagyatádon volt gazdatiszt. Később, 1900-ban apja bonyhádi uradalmát vette át, közben 1903-tól 1913-ig bérelte a dőrypatlani Dőry gazdaságot. Önkéntesi évét 1897-98-ban Bécsben szolgálta le. 1903-tól volt tagja Tolna vármegye törvényhatósági bizottságának. 1905-ben és 1906-ban is a bonyhádi kerület képviselőjének választották Perczel Dezső ellen, függetlenségi 48-as programmal. A függetlenségi párt kettészakadásakor Justh Gyula híveihez csatlakozott. 1910-ben visszavonult a politikai élettől, és Tengelicen gazdálkodott, ahol gróf Benyovszky Rezsőtől bérelte 3000 holdas uradalmát. 
1917-től népfelkelő főhadnagyként az orosz fronton harcolt, ahol a Signum Laudisszal és a koronás arany érdemkereszttel tüntették ki. A fronton találta az 1918-as összeomlás. A Tanácsköztársaság alatt részese volt egy június 23-ai ellenforradalmi felkelésnek, így ennek leverése után Szegedre kellett menekülnie. A szegedi nemzeti kormány 1919. július 14-én Tolna megye kormánybiztosának nevezte ki. 
A kommün bukása után vezető szerepe volt a megyei kisgazdapárt megalakításában és szervezésében. Az 1920-as választások alkalmával régi kerülete kisgazdapárti programmal 1024 szótöbbséggel képviselőjévé választotta. A nemzetgyűlésen a bácskai és baranyai szerb erőszakoskodások ügyében tartott felszólalása széles körökben keltett visszhangot. 1922-ben kikerült a nemzetgyűlésből, helyére Apponyi Antal grófot választották meg. 1923-ban gazdasági főtanácsosnak nevezték ki. Alapító elnöke volt a Paksi Közgazdasági Banknak. 1927-ben Tolna vármegye küldöttjeként beválasztották a Felsőházba. 1928-ban betegeskedni kezdett, asztma kínozta, 1929 februárjában pedig lemondott bizottsági tagságairól, mert betegsége ágyba kényszerítette. Október 20-án este halt meg.